# 奥州市立岩谷堂小学校
奥州市立岩谷堂小学校（おうしゅうしりつ いわやどうしょうがっこう）は、岩手県奥州市江刺にある公立小学校。

## 沿革
- 1873年（明治6年）6月20日 - 片岡小学校として、片岡村字向山（現：奥州市江刺南町）の光明寺の一角に開校[2][3]。
- 1887年（明治20年）4月1日 -「岩谷堂尋常小学校」に改称。増沢小学校と修道小学校を統合[3]。
- 1897年（明治30年）6月 - 横町1・2番地に移転[3]。
- 1908年（明治41年）5月9日 - 新校舎を落成。「岩谷堂尋常高等小学校」に改称し、高等科を併設[3]。
- 1930年（昭和5年）10月30日 - 校歌（作詞：斎藤斐章、作曲：田村虎蔵）を制定[4]。
- 1938年（昭和13年）4月23日 - 岩谷堂字館下26に新校舎を落成し、移転[3]。
- 1941年（昭和16年）- 国民学校令施行に伴い、「岩谷堂国民学校」に改称。
- 1951年（昭和26年）9月 - 特殊学級を開設[4]。
- 1955年（昭和30年）2月10日 - 町村合併に伴い、所在地が江刺町岩谷堂となり「江刺町立」に改称。
- 1958年（昭和33年）
  - 1月15日 - 校舎が焼失[3]。
  - 11月3日 - 市制施行に伴い、所在地が江刺市岩谷堂となり「江刺市立」に改称。
  - 12月 - 新校舎を落成[5]。
- 1959年（昭和34年）1月25日 - 校舎落成式を挙行[3]。
- 1965年（昭和40年）
  - 「餅田」「増沢」の2分校を統合[6]。
  - 7月1日 - プールを落成[3]。
- 1967年（昭和42年）- 歌読分校を統合[6]。
- 1970年（昭和45年）3月1日 - 体育館を落成し、落成式を挙行[3]。
- 1976年（昭和51年）5月22日 - ことばの教室を開設[3]。
- 1981年（昭和56年）7月20日 - 低学年用プールを落成[3]。
- 1985年（昭和60年）12月28日 - 校舎の大規模改修を開始[3]。
- 1990年（平成2年）
  - 7月19日 - 自然愛護少年団を結成[3]。
  - 11月10日 - 校歌碑を設置し、除幕式を挙行[3]。
- 1991年（平成3年）
  - 3月29日 - 校舎の大規模改修に伴う記念式典・祝賀会を挙行[4]。
  - 9月25日 - 天体観測室（星座の館）を設置[3]。
- 1996年（平成8年）
  - 4月1日 - 愛唱歌（とんがり帽子）を制定[3]。
  - 7月1日 - 単行本「どの子も生き生き学ぶ-子どものよさが生きる授業の創造、ISBN:9784491012834」を東洋館出版社から出版[7][3]。
- 2006年（平成18年）2月20日 - 市町村合併に伴い、所在地が奥州市江刺区岩谷堂となり「奥州市立」に改称[3]。
- 2009年（平成21年）12月 - 敷地造成工事を開始[8]。
- 2010年（平成22年）9月 - 新校舎を着工[1]。
- 2011年（平成23年）
  - 3月11日 - 東北地方太平洋沖地震により校舎が被災[9]。
  - 7月31日 - 全日本吹奏楽コンクールにて受賞「優秀賞」[3]。
- 2012年（平成24年）
  - 1月25日 - 鉄筋コンクリート造2階建ての新校舎を落成[1][8]。
  - 4月1日 - 学校機能を江刺館山1-8[10]から現在地へ移転[1]。
  - 4月2日 - 校地内に、奥州市立岩谷堂小学校放課後児童クラブが開所。株式会社ニチイ学館が運営[11]。
  - 7月20日 - 屋外プールを落成[8]。
  - 9月29日 - 新校舎落成記念式典を挙行[8]。
- 2018年（平成30年）4月1日 - 地域自治区の廃止に伴い、所在地が奥州市江刺岩谷堂に変更[12]。
- 2021年（令和3年）3月 - 奥州市教育委員会が「奥州市学校再編計画」を策定し、2022年度末での統廃合が決定[13]。
- 2023年（令和5年）4月1日 - 奥州市立藤里小学校（奥州市江刺藤里）と奥州市立伊手小学校（奥州市江刺伊手）を統合[14]。

## 教育目標
- 明るく健康で元気な子「あ」
- 進んで課題を見つけ学ぶ子「す」
- ねばり強くやりとげる子「ね」
- 親切な心をもち助け合う子「し」

出典：

## 付属施設
主な施設のみ掲載。
- 体育館（1,139.85 m2[1]）- 鉄骨造平屋建て[8]
- 屋外プール
- 校庭
- 岩谷堂小学校放課後児童クラブ - ニチイ学館運営[11]

## 児童・学級数
2000年度以降の児童数と学級数。
| 年度                                          | 児童数    | 増減 | 学級数  | 増減 | 出典   | 備考                            |
| --------------------------------------------- | --------- | ---- | ------- | ---- | ------ | ------------------------------- |
| 2000（平成12）年度                            | 650       |      | 19      |      | [ 16 ] |                                 |
| 2001（平成13）年度                            | 675       | 25   | 19      | 0    | [ 17 ] |                                 |
| 2002（平成14）年度                            | 676       | 1    | 20      | 1    | [ 18 ] |                                 |
| 2003（平成15）年度                            | 674（5）  | －2  | 20（1） | 0    | [ 19 ] | 開校130周年                     |
| 2004（平成16）年度                            | 650（7）  | －24 | 19（1） | －1  | [ 20 ] |                                 |
| 2005（平成17）年度                            | 639（8）  | －11 | 19（1） | 0    | [ 21 ] |                                 |
| 2006（平成18）年度                            | 658（10） | 19   | 21（2） | 2    | [ 22 ] |                                 |
| 2007（平成19）年度                            | 665（12） | 7    | 23（3） | 2    | [ 23 ] |                                 |
| 2008（平成20）年度                            | 664（11） | －1  | 22（3） | －1  | [ 24 ] |                                 |
| 2009（平成21）年度                            | 649（9）  | －15 | 21（2） | －1  | [ 25 ] |                                 |
| 2010（平成22）年度                            | 650（12） | 1    | 21（2） | 0    | [ 26 ] |                                 |
| 2011（平成23）年度                            | 660（10） | 10   | 22（2） | 1    | [ 27 ] |                                 |
| 2012（平成24）年度                            | 628（9）  | －32 | 22（2） | 0    | [ 28 ] |                                 |
| 2013（平成25）年度                            | 595（8）  | －33 | 21（2） | －1  | [ 28 ] | 開校140周年                     |
| 2014（平成26）年度                            | 610（10） | 15   | 23（3） | 2    | [ 28 ] |                                 |
| 2015（平成27）年度                            | 609（12） | －1  | 22（3） | －1  | [ 28 ] |                                 |
| 2016（平成28）年度                            | 617（14） | 8    | 23（4） | 1    | [ 28 ] |                                 |
| 2017（平成29）年度                            | 605（14） | －12 | 22（4） | －1  | [ 28 ] |                                 |
| 2018（平成30）年度                            | 607（10） | 2    | 22（4） | 0    | [ 28 ] |                                 |
| 2019（令和元）年度                            | 597（12） | －10 | 22（4） | 0    | [ 28 ] |                                 |
| 2020（令和2）年度                             | 593（16） | －4  | 23（5） | 1    | [ 28 ] |                                 |
| 2021（令和3）年度                             | 570（22） | －23 | 24（6） | 1    | [ 28 ] |                                 |
| 2022（令和4）年度                             | 555（19） | －15 | 23（5） | －1  | [ 28 ] |                                 |
| 2023（令和5）年度                             | 598       | 43   | 不明    | 不明 | [ 14 ] | 藤里・伊手小を統合、開校150周年 |
| ※児童数・学級数内の（）は特別支援児童・学級数 |           |      |         |      |        |                                 |

## 学区
- 奥州市江刺岩谷堂
  - 岩谷堂第1区 - 第16区
- 奥州市江刺藤里
  - 藤里第1区 - 第6区、第8区
  - 藤里第7区（一部）
- 奥州市江刺玉里
  - 玉里第7区（一部）
- 奥州市江刺伊手
  - 伊手第1区 - 第9区

出典：

## 進学先の中学校
- 江刺市立岩谷堂中学校（江刺市岩谷堂、現：奥州市江刺岩谷堂）- 1947年度から1962年度
- 奥州市立江刺第一中学校（奥州市江刺岩谷堂）- 1963年度以降[29]

## アクセス
江刺市街地内、岩手県立江刺病院の西側に位置している。

### バス
- 「江刺第一中学校前」バス停（奥州市営バス・岩手県交通）から徒歩で約2分

### 自動車
- 国道456号の川原崎交差点（奥州市江刺西大通り）から市道経由で約3分
- 県道8号の桜木通り交差点（奥州市江刺杉ノ町）から市道経由で約3分

## 周辺
- 江刺武道館
- 岩手県立江刺病院
- 奥州市立江刺第一中学校